# Карденас, Куаутемок
Куауте́мок Ка́рденас Соло́рсано (исп. Cuauhtémoc Cárdenas Solórzano; род. 1 мая 1934) — мексиканский политический деятель левого толка. Бывший глава правительства Федерального округа (мэр Мехико) и основатель Партии демократической революции (ПДР). Трижды баллотировался на пост президента Мексики; его проигрыш в 1988 году от кандидата Институционно-революционной партии был результатом прямой фальсификации выборов, как позже признал сам президент Мигель де ла Мадрид. С 1976 года занимал должность сенатора от штата Мичоакан, который затем возглавлял в качестве губернатора (1980—1986).

## Биография

### Ранняя жизнь и карьера
Родился в Мехико и был назван в честь последнего императора ацтеков Куаутемока. Единственный сын деятеля Мексиканской революции и популярного политика Ласаро Карденаса и Амалии Солорсано. Когда ему было семь месяцев от роду, его отец вступил в должность президента Мексики. Окончил англоязычный колледж Уильямса и подготовительные курсы в колледже Сан-Николас-де-Идальго. Получил инженерно-строительную учёную степень в Национальной инженерной школе Национального автономного университета Мексики (УНАМ). Также посещал специальные курсы при министерствах строительства во Франции и Италии (1957). В 1958 году некоторое время работал в компании Круппа в ФРГ, после возвращения в Мексику — помощником директора сталелитейного завода в Лас-Тручасе (штат Мичоакан). В 1976—1980 — помощник секретаря штата по лесным ресурсам и животному миру.

### Сын экс-президента: первые шаги в политике
Политическую деятельность начал в 1951 году, когда в преддверии президентских выборов 1952 года поддерживал кандидата от оппозиционной Федерации партий мексиканского народа генерала Мигеля Энрикеса Гусмана. На тот момент Куаутемок Карденас часто служил в качестве помощника своего отца в позднейшие годы, когда экс-президент оставался влиятельной политической фигурой в Институционно-революционной партии (ИРП), которую тщетно пытался вернуть на более левые позиции.
В 1954 году, будучи студентом, руководил комитетом в поддержку Гватемальской революции, поддерживая демократически избранное правительство Хакобо Арбенса против американского вторжения в эту страну. В 1959 вместе с отцом организовал Национальное освободительное движение (Movimiento de Liberación Nacional), призывавшее к поддержке Кубинской революции и внутриполитическим реформам в Мексике, в частности, к демократизации правящей ИРП и децентрализации власти
С 1960-х и до начала 1980-х годов Карденас-младший занимал важные посты в Институционно-революционной партии и связанных с ней организациях (в 1967—1968 годах — председатель Технического консультативного совета Национальной крестьянской конфедерации). Как член ИРП Куаутемок Карденас был избран сенатором от штата Мичоакане (с 1976 по 1980 год) и губернатором штата (с 1980 по 1986 год).

### Выборы 1988 года: украденная победа

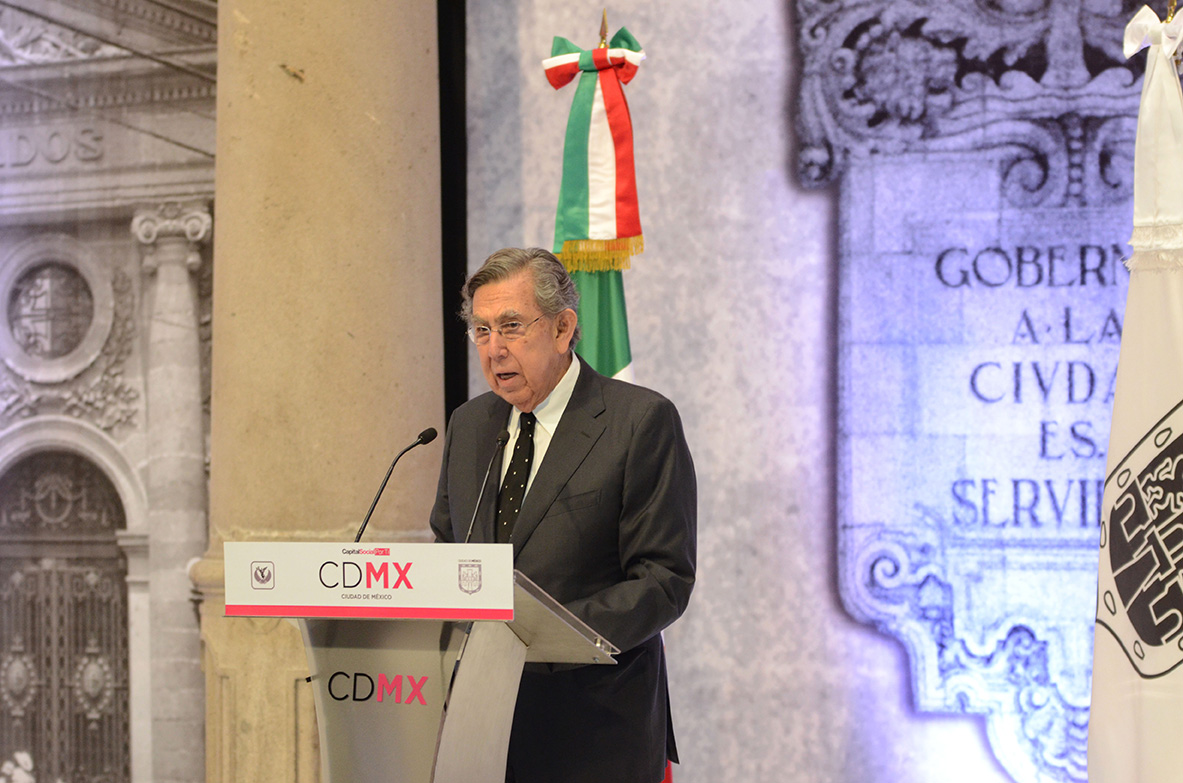
Куаутемок Карденас в пожилые годы

И без того недовольный недемократичностью правящей партии, Карденас резко выступил против неолиберального курса президента Мигеля де ла Мадрида (1982—1988), ориентированного на интересы крупного капитала внутри страны и в США. Когда президент де ла Мадрид назначил своим преемником на посту президента ещё одного прорыночного технократа Карлоса Салинаса де Гортари, левые элементы внутри ИРП создали в 1986 году оппозиционную фракцию — Демократическое движение во главе с Куаутемоком Карденасом и Порфирио Муньосом Ледо, еще одним левореформистским лидером ИРП.
С обозначением Салинаса в качестве официального кандидата в 1987 Карденаса и других членов Демократического движения исключили из ИРП. В интервью историку Энрике Краузе де ла Мадрид заявил: «пускай [исключённые] формируют новую партию», — но для её создания и регистрации накануне выборов июля 1988 года уже не было времени. Однако Карденас мог опереться на Национально-демократический фронт — коалицию множества мелких левых партий (Социалистической народной, Социалистической мексиканской, Аутентичной партии Мексиканской революции и т. п.), заявившую, что намерена поддержать его кандидатуру в президентских выборах и против Салинаса де Гортари.
В своей предвыборной программе Карденас предлагал наложить мораторий и на выплату крупного внешнего долга Мексики, и на приватизацию ряда отраслей промышленности — отличительные черты политики действующих властей. 6 июля 1988 года, в день выборов, система из компьютеров IBM AS/400, используемая правительством для подсчёта голосов, «сломалась». Когда её восстановили, Карлос Салинас был объявлен официальным победителем с результатом 50,5 % голосов (у Карденаса, по официальным данным, было 31 %).
Эти выборы оказались не только первыми за 59 лет (с создания ИРП в 1929 году), в которых провластный кандидат не получил убедительную победу, но и самыми скандальными. Многие мексиканцы и иностранные наблюдатели заявили, что результаты выборов были бесцеремонно сфальсифицированы. Приверженцы Куаутемока Карденаса и третьего кандидата, Мануэля Клоутьера, вышли на улицы с массовыми акциями протеста. Однако в сентябре 1988 года Конгресс Мексики, в котором господствовала ИРП, формально утвердил Салинаса на посту президента.

### Партия демократической революции
После выборов 1988 десятки активистов ПДР были заключены в тюрьму или убиты. Местные выборы 1989 и 1990 годов также сопровождались обвинениями в сплошной фальсификации их результатов. 5 мая 1989 года Карденас, другие деятели Национально-демократического фронта и прочие ведущие левоцентристские и левые политики (в том числе Франсиско Арельяно-Беллок) учредили новую Партию демократической революции (ПДР), в которой последователи Карденаса объединились с Мексиканской социалистической партией (в ней слились ряд коммунистических и левосоциалистических сил) и меньшими группами. Карденас был избран первым президентом ПДР и планировался её кандидатом на президентских выборах 1994 года.
Предвыборный год сопровождался бурными событиями, включая восстание 1 января Сапатистской армии национального освобождения в штате Чьяпас, мартовское убийство провластного кандидата в президенты Луиса Дональдо Колосио Мурьеты и его замену на Эрнесто Седильо. На выборах в августе Карденас занял лишь третье место после кандидатов от Институционно-революционной партии и Партии национального действия, собрав неполные 17 % голосов. Его неудачное выступление на президентских выборах могло отражать вызванные нестабильностью опасения электората, решившего оставить «проверенную» и «стабильную» ИРП при власти.
В 1995 году Карденас сыграл важную свою роль в мирных переговорах с сапатистами. В 1996 году ПДР избрала нового партийного президента — союзника Карденаса Андреса Мануэля Лопеса Обрадора.

### Градоначальник Мехико

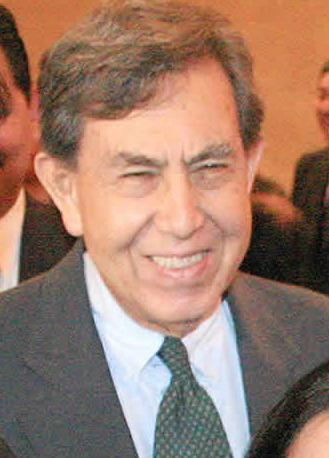
Карденас в 2002 году

6 июля 1997 года Карденас был кандидатом на вновь созданный пост главы правительства (Jefe de Gobierno) в Федеральном округе — фактически аналога мэра Мехико и губернатора штата. Одержал победу над правительственным кандидатом, получив 47,7 % голосов избирателей.
Он ушёл в отставку с поста градоначальника столицы в 1999 году (его преемником стал один из его союзников, Росарио Роблес), чтобы баллотироваться на пост президента в 2000 году, однако на президентских выборах он с 17 % голосов вновь занял третье место — после кандидата ИРП и победившего кандидата от Партии национального действия Висенте Фокса.
В 2002 году Куаутемок Карденас отказался от всех партийных постов. 25 ноября 2014 года он объявил, что уходит из ПДР, чьим моральным лидером он считался уже давно. Многие в Мексике увидели в его уходе из партии проявление её внутренних противоречий и нарастающего кризиса идентичности. Его бывший протеже Андрес Мануэль Лопес Обрадор в том же году создал новую левую партию — Движение национального возрождения.
Куаутемок Карденас остаётся известным оппонентом неолиберализма, ратует за государственный контроль над стратегическими предприятиями, особенно в сфере энергетики. Является почётным президентом Социалистического Интернационала.